# Temnothorax recedens
Temnothorax recedens is een mierensoort behorende tot de subfamilie Myrmicinae. De soort leeft in kolonievorm.

## Levenswijze
Temnothorax recedens nestelt onder de bast van bomen, in rotsspleten en in rottend hout.

## Verspreiding
De soort komt van oorsprong voor in het westen van het Middellandse Zeegebied, te weten Frankrijk (typelocatie), Portugal, Spanje, de Balearen, Italië, Malta, Kroatië, Albanië, Armenië, Bulgarije, Griekenland en Tunesië. In 2007 werd de soort ook in Slovenië gevonden.

## Naamgeving
De wetenschappelijke naam werd, als Myrmica recedens, voor het eerst geldig gepubliceerd door William Nylander in 1856. In 1861 plaatste Gustav Mayr de soort in het geslacht Temnothorax. Auguste-Henri Forel plaatste de soort in 1890 in het geslacht Leptothorax door te stellen dat Temnothorax een synoniem was voor de geslachtsnaam Leptothorax. Barry Bolton plaatste de soort ten slotte in 2003 weer in het geslacht Temnothorax.

## Synoniemen
- Leptothorax mordax Santschi, 1919
- Leptothorax pictus Emery, 1924
- Leptothorax ergatogyna Bernard 1950

## Ondersoorten
Er worden twee ondersoorten onderscheiden:
- Temnothorax recedens recedens
- Temnothorax recedens barbarus Santschi, 1939

## Status
De IUCN beschouwde de status van de soort in 1996 als "least concern". Dit houdt in dat er weinig reden is om aan te nemen dat de soort bedreigd wordt.

## Afbeeldingen

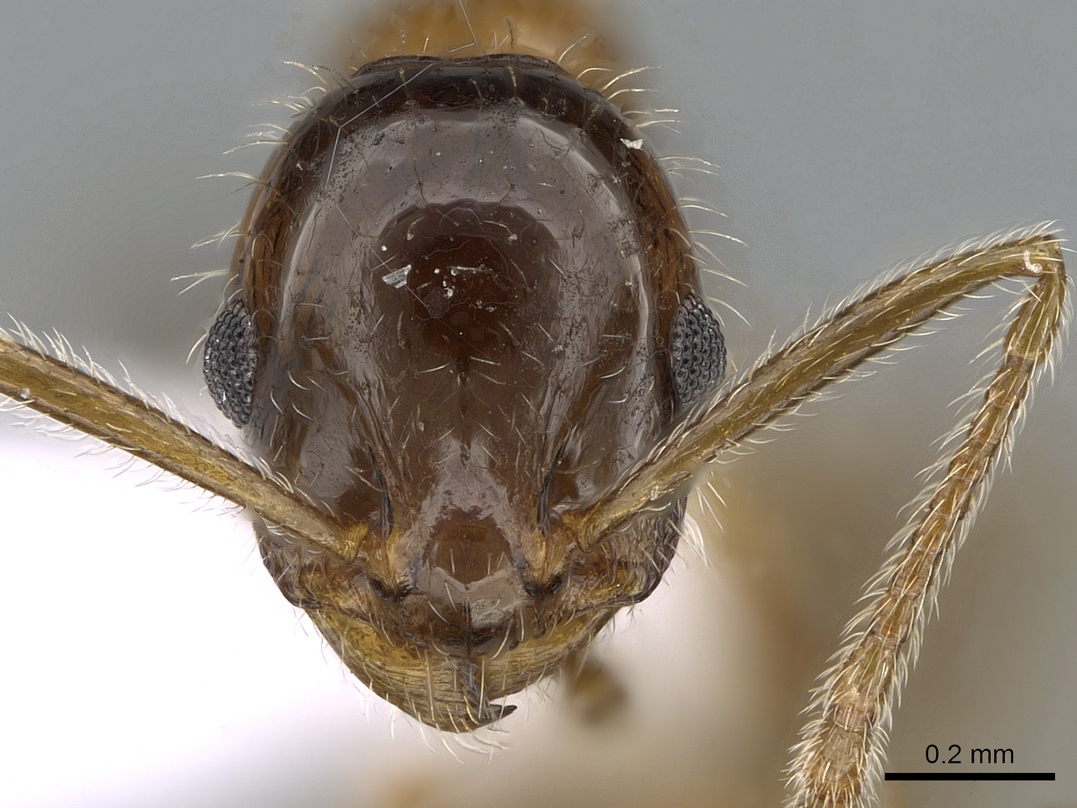
De kop van Temnothorax recedens.
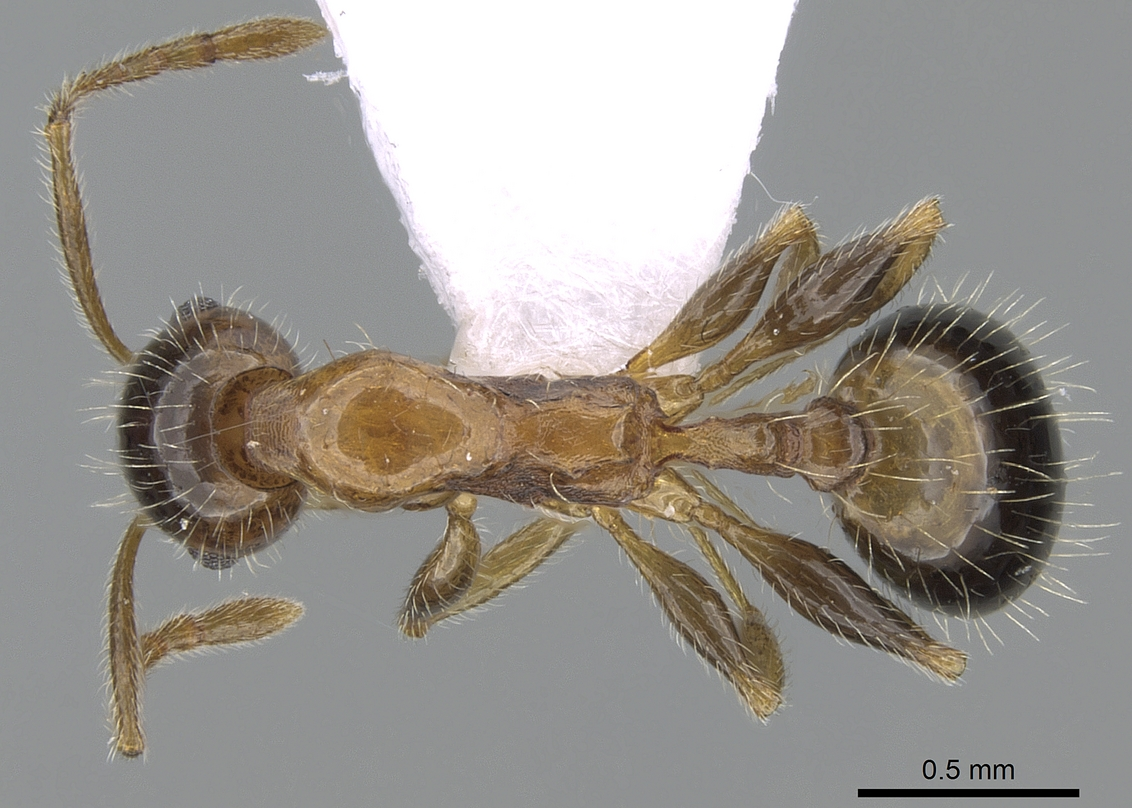
Temnothorax recedens van bovenaf waarbij de verschillende segmenten van het lichaam goed zichtbaar zijn.